# Julia Laffranque

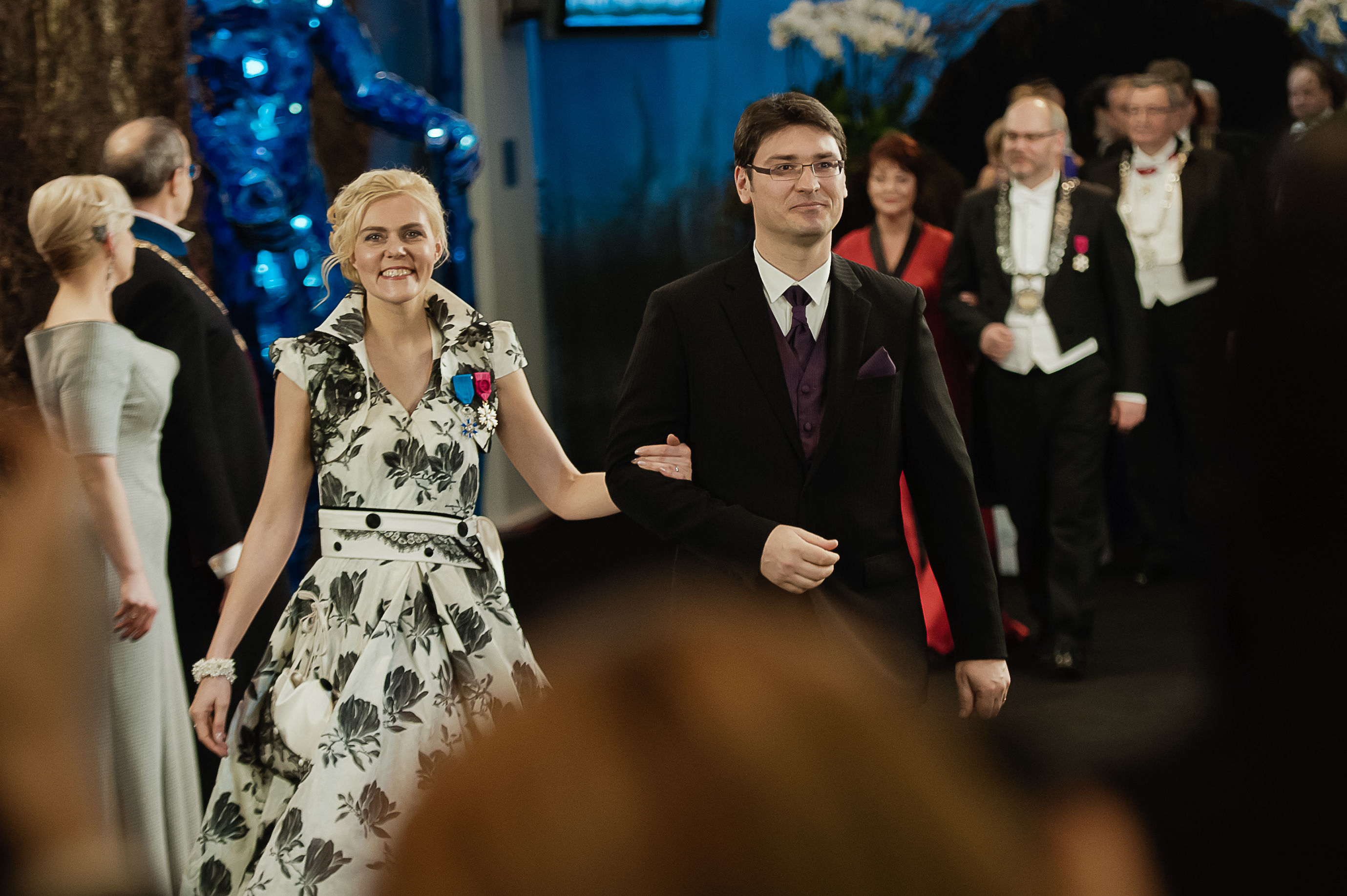
Julia Laffranque (2012)

Julia Laffranque (* 25. Juli 1974 in Tartu) ist eine estnische Juristin, Professorin, Richterin beim Europäischen Gerichtshof für Menschenrechte.

## Leben und Karriere

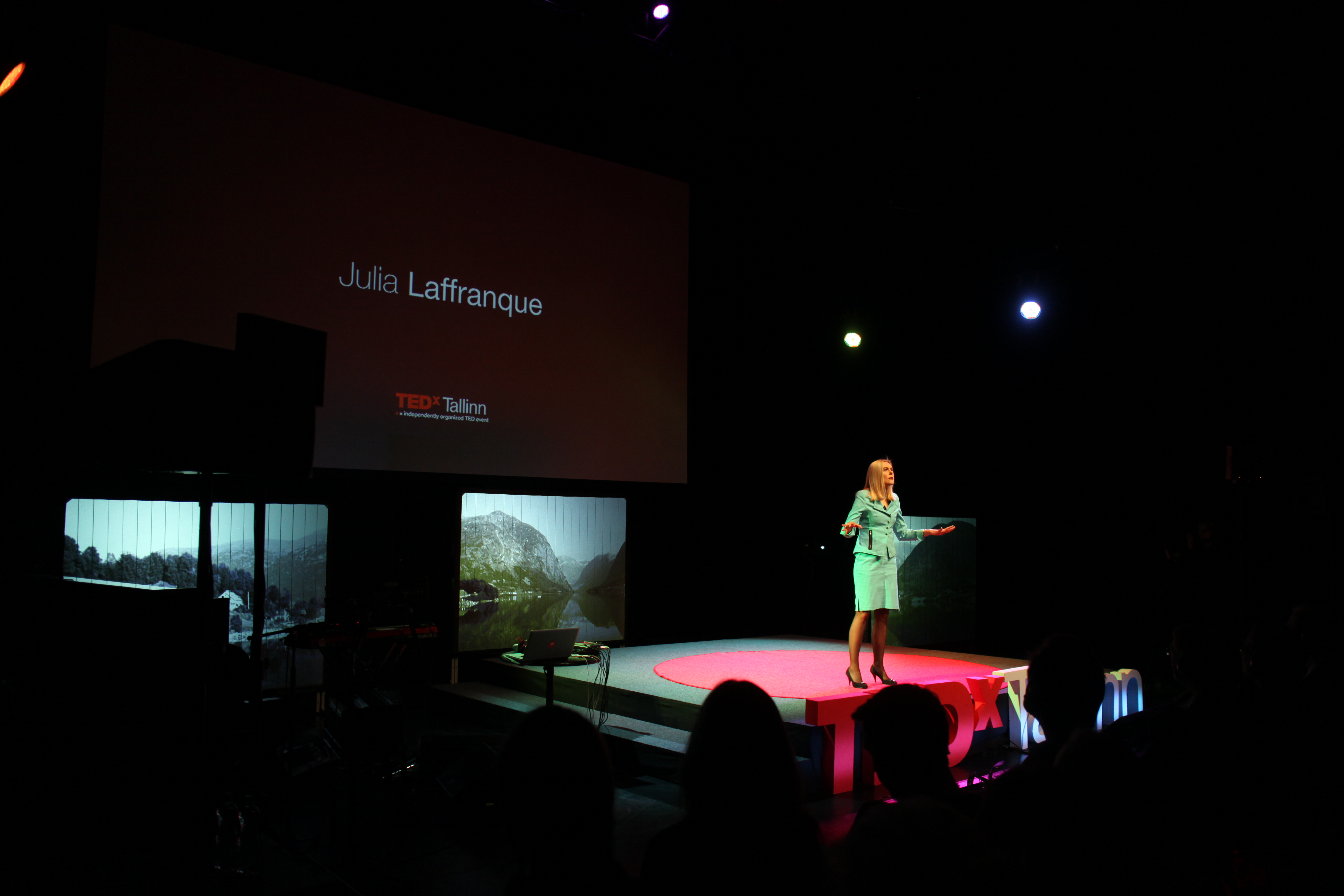
Julia Laffranque (TEDxTallinn 2012)

Julia Laffranque wurde als Julia Vahing in der Estnischen Sozialistischen Sowjetrepublik geboren. Ihre Eltern waren der Schriftsteller und Psychiater Vaino Vahing (1940–2008) und dessen erste Frau, die Schriftstellerin Maimu Berg (* 1945). Die Eltern ließen sich 1979 scheiden.
Julia Laffranque schloss 1997 ihr Studium der Rechtswissenschaft an der Universität Tartu ab. 1994/95 hatte sie ein Austauschjahr an der Universität Hamburg verbracht. 1998 erwarb sie in einem Aufbaustudium den Titel eines Magister Legum (LL.M.) an der Universität Münster. Sie bildete sich 2002 an der Universität Kiel und am Europäischen Hochschulinstitut in Florenz fort. 2003 promovierte Julia Laffranque an der Universität Tartu zum Dr. iur.
Von 1996 bis 2004 war Julia Laffranque im Justizministerium der Republik Estland beschäftigt. Sie hatte wesentlichen Anteil an den Vorbereitungen des estnischen Beitritts zur Europäischen Union. Von 2004 bis 2010 war Laffranque Richterin am Estnischen Staatsgerichtshof (Riigikohus) in Tartu. Von 1999 bis 2006 unterrichtete sie Europarecht an der Universität Tartu und wurde Professorin für Europarecht im 2011.
2010 wurde Julia Laffranque zur estnischen Richterin am Europäischen Gerichtshof für Menschenrechte (EGMR) gewählt. Am 1. Januar 2011 trat sie die Nachfolge von Rait Maruste an. Ihre Amtszeit endete am 3. Januar 2020. Ihr Nachfolger wurde Peeter Roosma.

## Veröffentlichungen (Auswahl)
- Euroopa Liit ja Euroopa Ühendus. Institutsioonid ja õigus. Tallinn 1999
- Prantsuse-eesti-prantsuse õigussõnaraamat. Tallinn 2002 (Französisch-Estnisch/Estnisch-Französisches Rechtswörterbuch, gemeinsam mit Rodolphe Laffranque)
- Eelotsuse küsimine Euroopa Kohtult. Tallinn 2005
- Euroopa Liidu õigussüsteem ja Eesti õiguse koht selles. Tallinn 2006
- Euroopa Inimõiguste Kohus ja Eesti õigus. Tallinn, 2017

Daneben hat Julia Laffranque zahlreiche rechtswissenschaftliche Beiträge in estnischen und internationalen Zeitschriften veröffentlicht.

## Auszeichnungen
2004 erhielt Julia Laffranque die französische Auszeichnung Chevalier de l’Ordre National du Mérite. Im folgenden Jahr wurde sie vom estnischen Staatspräsidenten mit dem Orden des weißen Sterns (4. Kategorie) ausgezeichnet. Im Jahre 2013 wurde sie in Estland als „Europäer“ des Jahres gewählt.

## Privatleben
Julia Laffranque ist mit dem französischen Juristen Rodolphe Laffranque verheiratet. Das Paar hat drei Söhne. Sie ist Amateurschauspielerin beim Tagora Teater und Vilde Teater und hat in zahlreichen Rollen gespielt.